# Chromocryptus planosae
Chromocryptus planosae là một loài tò vò trong họ Ichneumonidae.